# Coupe NHK (shogi)
La coupe NHK est l'un des plus importants tournois de shogi japonais réservés aux joueurs professionnels, en dehors des 8 tournois majeurs. Il est organisé par la fédération japonaise de shogi et sponsorisé par la NHK, qui en diffuse les parties à la télévision.

## Palmarès
| Édition | Année | Vainqueur           | Finaliste         |
| ------- | ----- | ------------------- | ----------------- |
| 1       | 1951  | Yoshio Kimura       | Kōzō Masuda       |
| 2       | 1952  | Kōzō Masuda         | Yūzō Maruta       |
| 3       | 1953  | Masao Tsukada       | Motoji Hanamura   |
| 4       | 1954  | Yasuharu Ōyama      | Masao Tsukada     |
| 5       | 1955  | Yasuharu Ōyama      | Renshō Nada       |
| 6       | 1956  | Yasuo Harada        | Renshō Nada       |
| 7       | 1957  | Kōzō Masuda (2)     | Renshō Nada       |
| 8       | 1958  | Renshō Nada         | Yasuharu Ōyama    |
| 9       | 1959  | Yūzō Maruta         | Genichi Ōno       |
| 10      | 1960  | Hifumi Katō         | Yasuharu Ōyama    |
| 11      | 1961  | Yasuharu Ōyama (3)  | Hiroji Katō       |
| 12      | 1962  | Renshō Nada (2)     | Kōzō Masuda       |
| 13      | 1963  | Kōzō Masuda (3)     | Hifumi Katō       |
| 14      | 1964  | Yasuharu Ōyama (4)  | Masao Tsukada     |
| 15      | 1965  | Yūzō Maruta (2)     | Kōzō Masuda       |
| 16      | 1966  | Hifumi Katō (2)     | Tatsuya Futakami  |
| 17      | 1967  | Noboru Ōtomo        | Tatsuya Futakami  |
| 18      | 1968  | Yūzō Maruta (3)     | Michiyoshi Yamada |
| 19      | 1969  | Kunio Naitō         | Shigeru Sekine    |
| 20      | 1970  | Yasuharu Ōyama (5)  | Makoto Nakahara   |
| 21      | 1971  | Hifumi Katō (3)     | Nobuyuki Ōuchi    |
| 22      | 1972  | Yasuharu Ōyama (6)  | Kunio Yonenaga    |
| 23      | 1973  | Hifumi Katō (4)     | Kunio Naitō       |
| 24      | 1974  | Makoto Nakahara     | Kunio Naitō       |
| 25      | 1975  | Nobuyuki Ōuchi      | Tatsuya Futakami  |
| 26      | 1976  | Hifumi Katō (5)     | Kunio Yonenaga    |
| 27      | 1977  | Makoto Nakahara (2) | Hifumi Katō       |
| 28      | 1978  | Kunio Yonenaga      | Kazuo Manabe      |
| 29      | 1979  | Yasuharu Ōyama (7)  | Keiji Mori        |
| 30      | 1980  | Michio Ariyoshi     | Makoto Nakahara   |
| 31      | 1981  | Hifumi Katō (6)     | Hatasu Itō        |
| 32      | 1982  | Makoto Nakahara (3) | Teruichi Aono     |
| 33      | 1983  | Yasuharu Ōyama (8)  | Hifumi Katō       |
| 34      | 1984  | Torahiko Tanaka     | Hifumi Katō       |
| 35      | 1985  | Kōji Tanigawa       | Kunio Naitō       |
| 36      | 1986  | Yūji Maeda          | Keiji Mori        |
| 37      | 1987  | Makoto Nakahara (4) | Osamu Nakamura    |
| 38      | 1988  | Yoshiharu Habu      | Makoto Nakahara   |
| 39      | 1989  | Yōichi Kushida      | Akira Shima       |

| Édition | Année | Vainqueur              | Finaliste           |
| ------- | ----- | ---------------------- | ------------------- |
| 40      | 1990  | Manabu Senzaki         | Yoshikazu Minami    |
| 41      | 1991  | Yoshiharu Habu (2)     | Yasuaki Tsukada     |
| 42      | 1992  | Makoto Nakahara (5)    | Akira Shima         |
| 43      | 1993  | Hifumi Katō (7)        | Yasumitsu Satō      |
| 44      | 1994  | Makoto Nakahara (6)    | Kunio Yonenaga      |
| 45      | 1995  | Yoshiharu Habu (3)     | Daisuke Nakagawa    |
| 46      | 1996  | Toshiyuki Moriuchi     | Nobuyuki Yashiki    |
| 47      | 1997  | Yoshiharu Habu (4-5)   | Satoshi Murayama    |
| 48      | 1998  | Yoshiharu Habu (4-5)   | Kazushiza Horiguchi |
| 49      | 1999  | Daisuke Suzuki         | Masataka Gōda       |
| 50      | 2000  | Yoshiharu Habu (6)     | Toshiaki Kubo       |
| 51      | 2001  | Toshiyuki Moriuchi (2) | Yasumitsu Satō      |
| 52      | 2002  | Hiroyuki Miura         | Manabu Senzaki      |
| 53      | 2003  | Toshiaki Kubo          | Yoshiharu Habu      |
| 54      | 2004  | Takayuki Yamasaki      | Yoshiharu Habu      |
| 55      | 2005  | Tadahisa Maruyama      | Akira Watanabe      |
| 56      | 2006  | Yasumitsu Satō         | Toshiyuki Moriuchi  |
| 57      | 2007  | Yasumitsu Satō         | Daisuke Suzuki      |
| 58      | 2008  | Yoshiharu Habu (7-10)  | Toshiyuki Moriuchi  |
| 59      | 2009  | Yoshiharu Habu (7-10)  | Tetsurō Itodani     |
| 60      | 2010  | Yoshiharu Habu (7-10)  | Tetsurō Itodani     |
| 61 (en) | 2011  | Yoshiharu Habu (7-10)  | Akira Watanabe      |
| 62 (en) | 2012  | Akira Watanabe         | Yoshiharu Habu      |
| 63 (en) | 2013  | Masataka Gōda          | Tadahisa Maruyama   |
| 64 (en) | 2014  | Toshiyuki Moriuchi (3) | Hisashi Namekata    |
| 65      | 2015  | Yasuaki Murayama       | Shōta Chida         |
| 66      | 2016  | Yasumitsu Satō (3)     | Kazutoshi Satō      |
| 67      | 2017  | Takayuki Yamasaki (2)  | Akira Inaba         |
| 68      | 2018  | Yoshiharu Habu (11)    | Masataka Gōda       |
| 69      | 2019  | Kōichi Fukaura         | Akira Inaba         |
| 70      | 2020  | Akira Inaba            | Shintarō Saitō      |
| 71      | 2021  | Masayuki Toyoshima     | Ayumu Matsuo        |
| 72      | 2022  | Sōta Fujii             | Yūki Sasaki         |
| 73      | 2023  | Yūki Sasaki            | Sōta Fujii          |
| 74      | 2024  | Sōta Fujii             | Masataka Gōda       |